# Arena das Dunas
A Casa de Apostas Arena das Dunas (ou Arena Marinho Chagas) é um estádio multiúso localizado na cidade de Natal, no estado brasileiro do Rio Grande do Norte. Além de partidas de futebol, o complexo tem a capacidade de abrigar eventos de grande porte, exposições e lojas comerciais. A estrutura foi inaugurada em 22 de janeiro de 2014, depois de 29 meses de obras, no lugar do Estádio João Machado. É gerenciada pela OAS Arenas.
Localizada no bairro de Lagoa Nova, entre a BR-101 e a Av. Prudente de Morais, duas importantes artérias viárias da cidade, a arena foi viabilizada através de uma parceria público-privada entre a OAS Engenharia e o governo do estado, tendo a finalidade precípua de sustentar a candidatura da capital potiguar para a Copa do Mundo FIFA de 2014, de onde recebeu quatro partidas do evento mundial.
Posteriormente projetada para ter uso variado, se viabilizando financeiramente, o complexo tem a capacidade de 31.375 espectadores. Durante a Copa do Mundo, a arena contou com arquibancadas flexíveis, que permitiu a expansão para 42 mil assentos. A arquitetura do estádio, inspirada nas dunas do Rio Grande do Norte, foi projetada pela empresa estadunidense Populous.

## Histórico

### Antecedentes
Em 2007, quando o Brasil foi definido como sede da Copa do Mundo FIFA de 2014, Natal se lançou como candidata a uma das sedes do evento. Inicialmente, foi apresentado um projeto chamado "Estádio Estrela dos Reis Magos", que seria localizado no município de Parnamirim, na Região Metropolitana de Natal, com arquitetura inspirada no Forte dos Reis Magos e capacidade inicial para 45.000 pessoas, preservando assim o Estádio João Machado (Machadão) na capital. Contudo, meses depois, o Governo do Estado lança um novo projeto para viabilizar fortemente a candidatura da cidade na Copa do Mundo. Projetado pela norte-americana Populous, o complexo trouxe um novo projeto com um novo desenho, com capacidade para 32.000 espectadores, inspirado nas dunas do Rio Grande do Norte, incluindo ainda a construção de um novo centro administrativo, edifícios comerciais e uma lagoa. Para isso, seriam demolidos, além do Machadão, o Ginásio Humberto Nesi (Machadinho), centro administrativo e o Presépio de Natal.

### Viabilização do estádio
Apesar do novo projeto, o governo do estado encontrou dificuldades na viabilização da arena, com duas licitações desertas. O governo, então, criou o "Fundo Garantidor da PPP Arena as Dunas", para ser avalista da concessionária no empréstimo que esta iria tomar junto ao BNDES. Nesse fundo, compõe R$ 70 milhões da arrecadação prevista dos royalties, pagos ao Estado pela Petrobras, e diversos imóveis públicos de propriedade do Governo, incluindo a área do Parque de Exposições Aristofanes Fernandes.
Somente na terceira tentativa de licitação, concluída em 11 de março de 2011, é que uma empresa interessada no projeto ganhou o certame: Grupo OAS. A Arena das Dunas foi a última, dos doze estádios da Copa do Mundo, a ter a suas obras iniciadas, em 15 agosto de 2011, pelo Consórcio Arena Natal. Depois da confirmação como sede da copa, o governo estadual descartou a construção do complexo de edifícios ao redor da Arena, sendo demolidos somente o Machadão, Machadinho e o kartódromo.

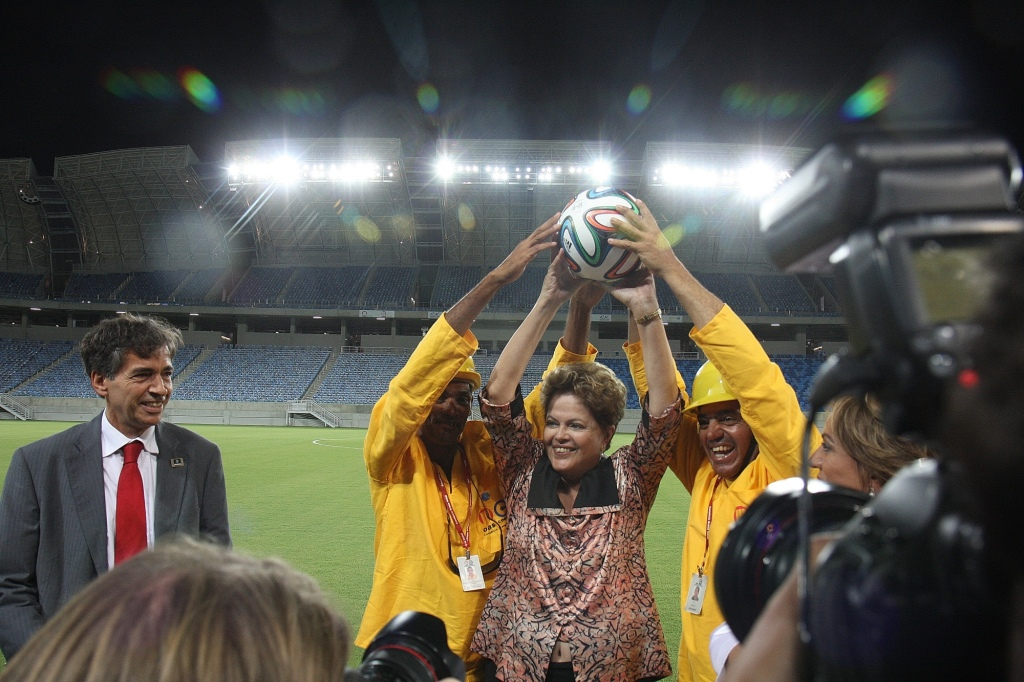
Presidente Dilma Rousseff na cerimônia de inauguração do estádio, em 22 de janeiro de 2014

### Custo
Nos primeiros onze anos de funcionamento do estádio, o governo do estado pagará R$ 10 milhões/mês a concessionária. Do décimo segundo ano até o décimo quarto ano, o valor cairá para R$ 2,7 milhões/mês. Nos três últimos anos do contrato de financiamento, o Governo pagará prestações mensais de R$ 90 mil. A receita gerada pelo estádio será repartida entre a construtora e o governo do estado. Caso haja prejuízo, contudo, o governo pagará a diferença restante até se chegar em um lucro mínimo estipulado em contrato.
Ao final da concessão, o Governo do RN terá pago a concessionária aproximadamente 1,3 bilhão de reais, valor equivalente a três estádios.

### Inauguração

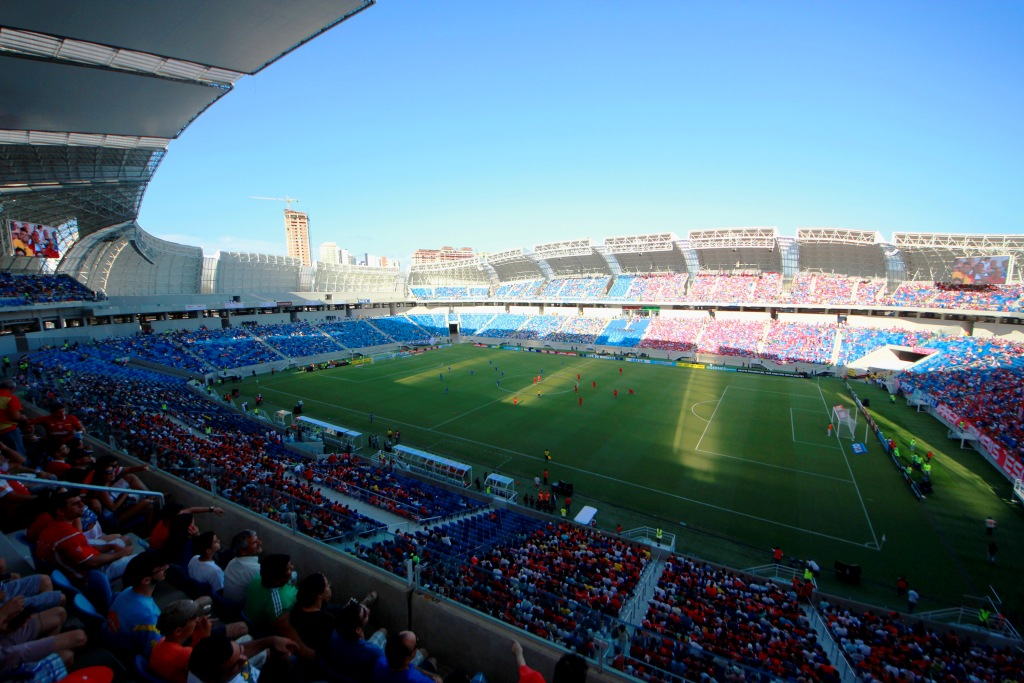
Partida inaugural

Com a previsão de inauguração em 31 de dezembro de 2013, o estádio foi inaugurado 22 dias depois, em 22 de janeiro do ano seguinte, em solenidade com participação da presidente Dilma Rousseff e do secretário-geral da FIFA, Jérôme Valcke. A primeira partida de futebol foi realizada em 26 de janeiro do mesmo ano, em uma rodada dupla entre América-RN (2) e Confiança (0), pela Copa do Nordeste; e ABC (2) e Alecrim (0), pelo Campeonato Potiguar.
Com 31.375 assentos, a arena recebeu mais 11.744 cadeiras adicionais durante a Copa do Mundo FIFA de 2014, totalizando mais de 42 mil assentos durante o evento.
O estádio conta com uma área externa de 22.000 m² com capacidade para até 30.000 pessoas, estacionamento externo de 2.000 vagas e interno com 557 vagas.

### Escândalos de corrupção
A construção do estádio está envolvida em diversas polêmicas.
De acordo com a Polícia Federal, em agosto de 2017, através do inquérito 4141 do Supremo Tribunal Federal, instaurado para apurar eventual participação de recebimento de vantagens indevidas por parte de um senador da República, o senador José Agripino Maia teria recebido 2 milhões de reais da empresa OAS para facilitar a liberação de recursos através do BNDES.
Em novembro de 2017 a Procuradoria da República no Rio Grande do Norte denunciou os ex-presidentes da Câmara dos Deputados Henrique Eduardo Alves e Eduardo Cunha pelos crimes de corrupção passiva, lavagem de dinheiro e organização criminosa por supostas fraudes em torno de 77 milhões de reais na construção da Arena das Dunas. Henrique Eduardo Alves já havia sido preso preventivamente pela suspeita de envolvimento no esquema de sobrepreço em junho de 2017.

### Avanço da obra

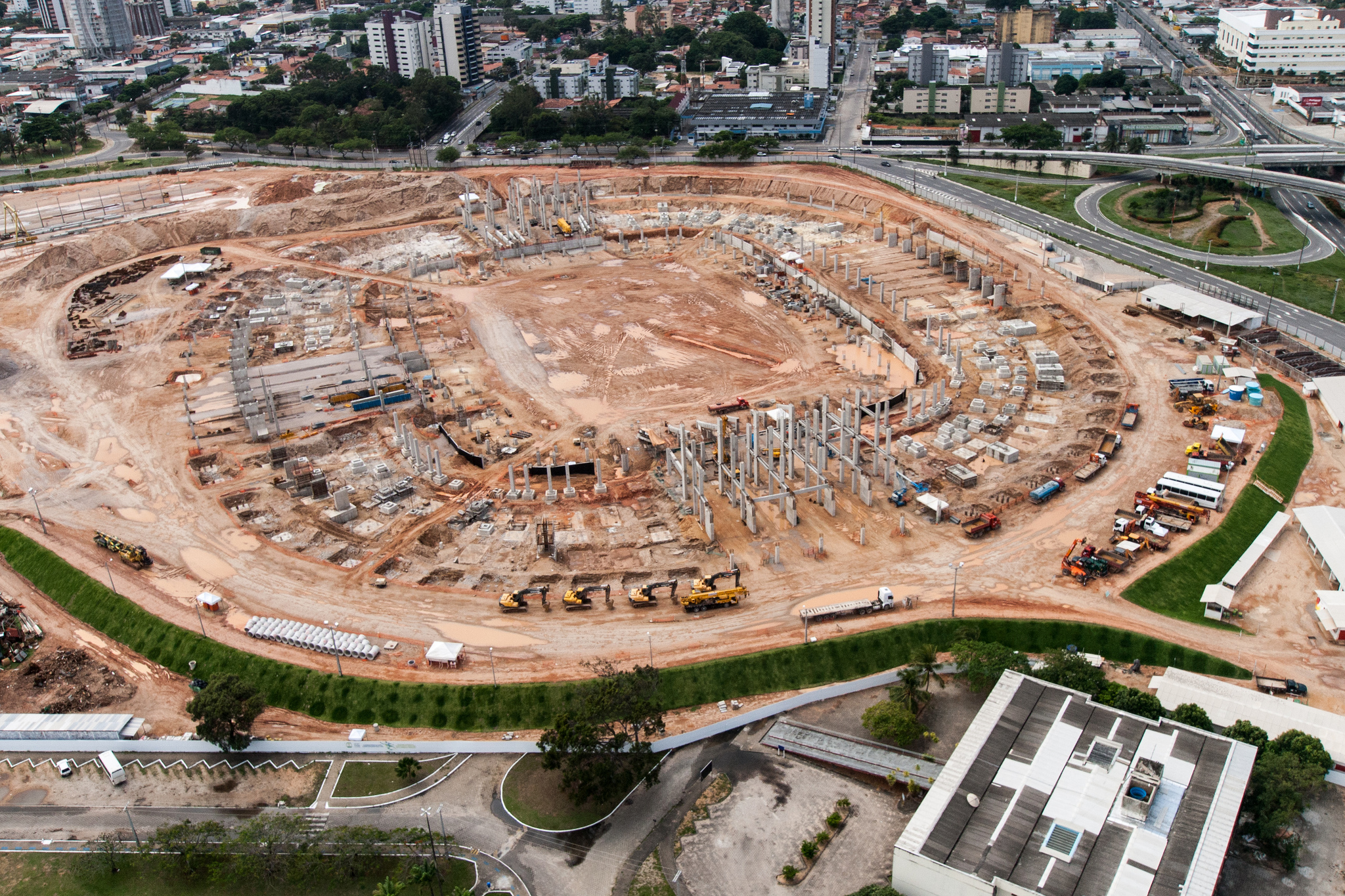
Julho de 2012.
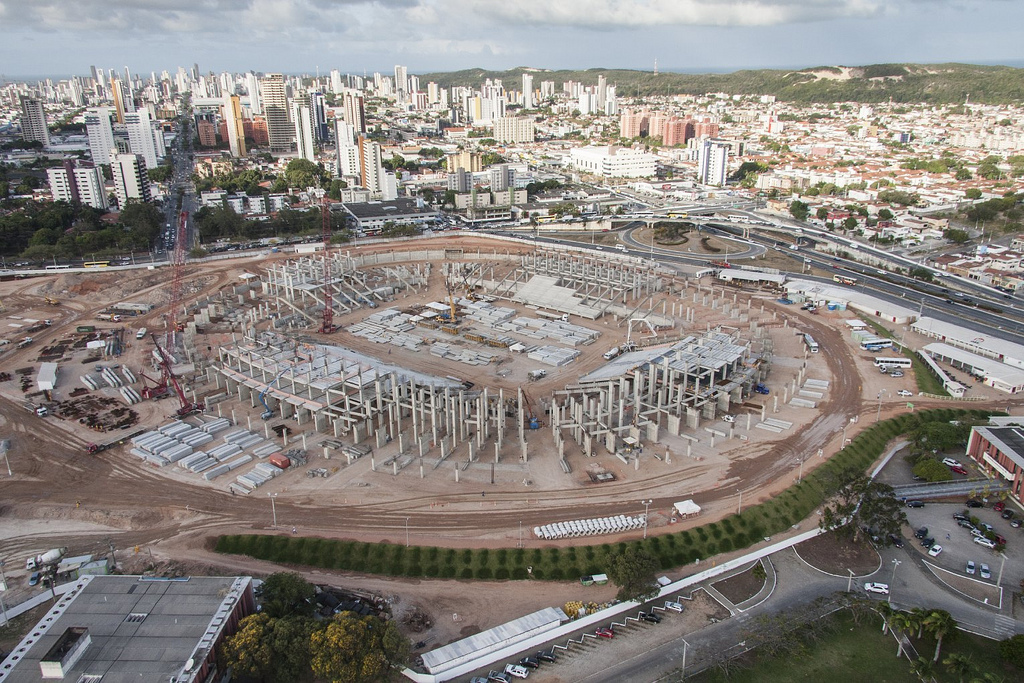
Outubro de 2012.
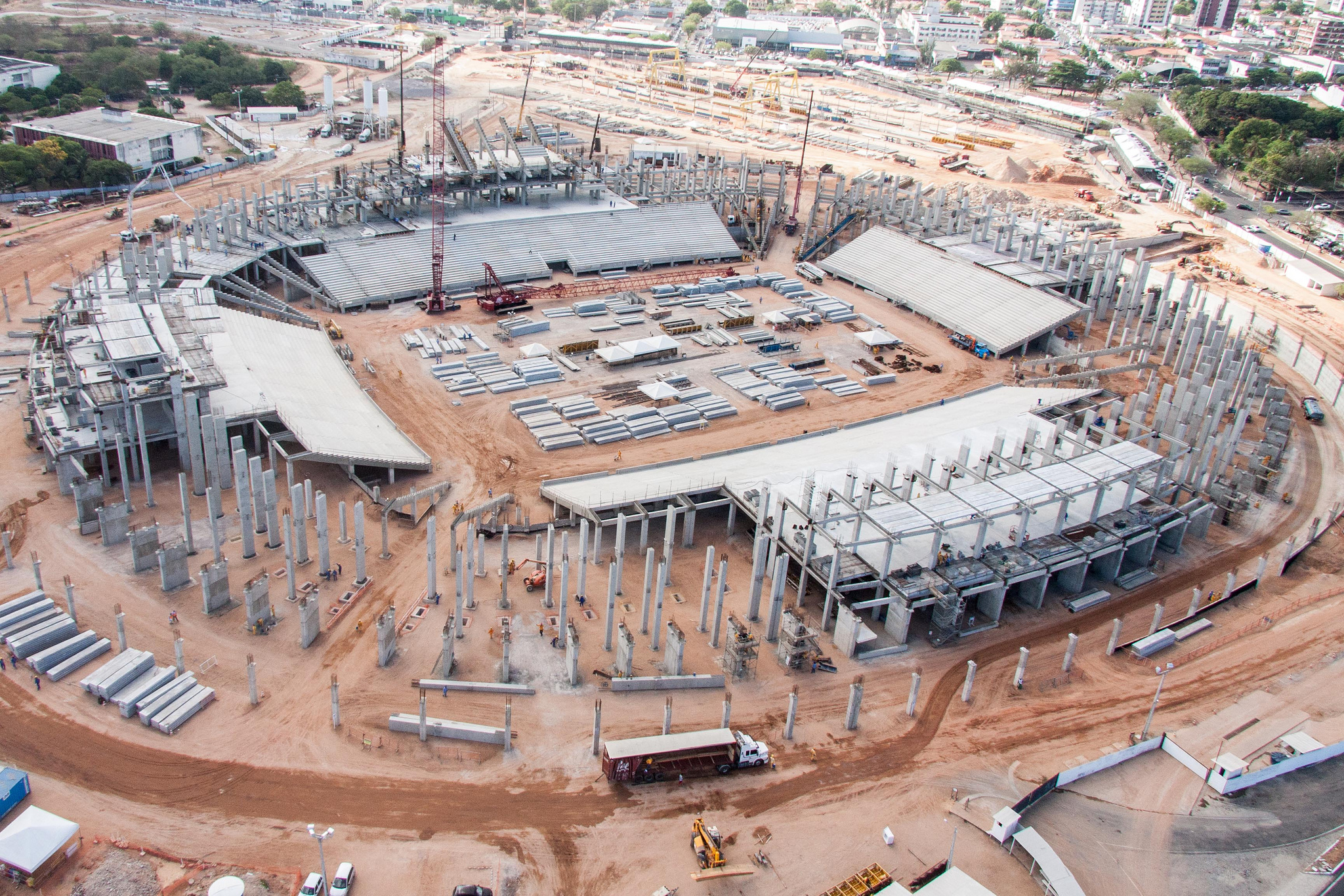
Dezembro de 2012.
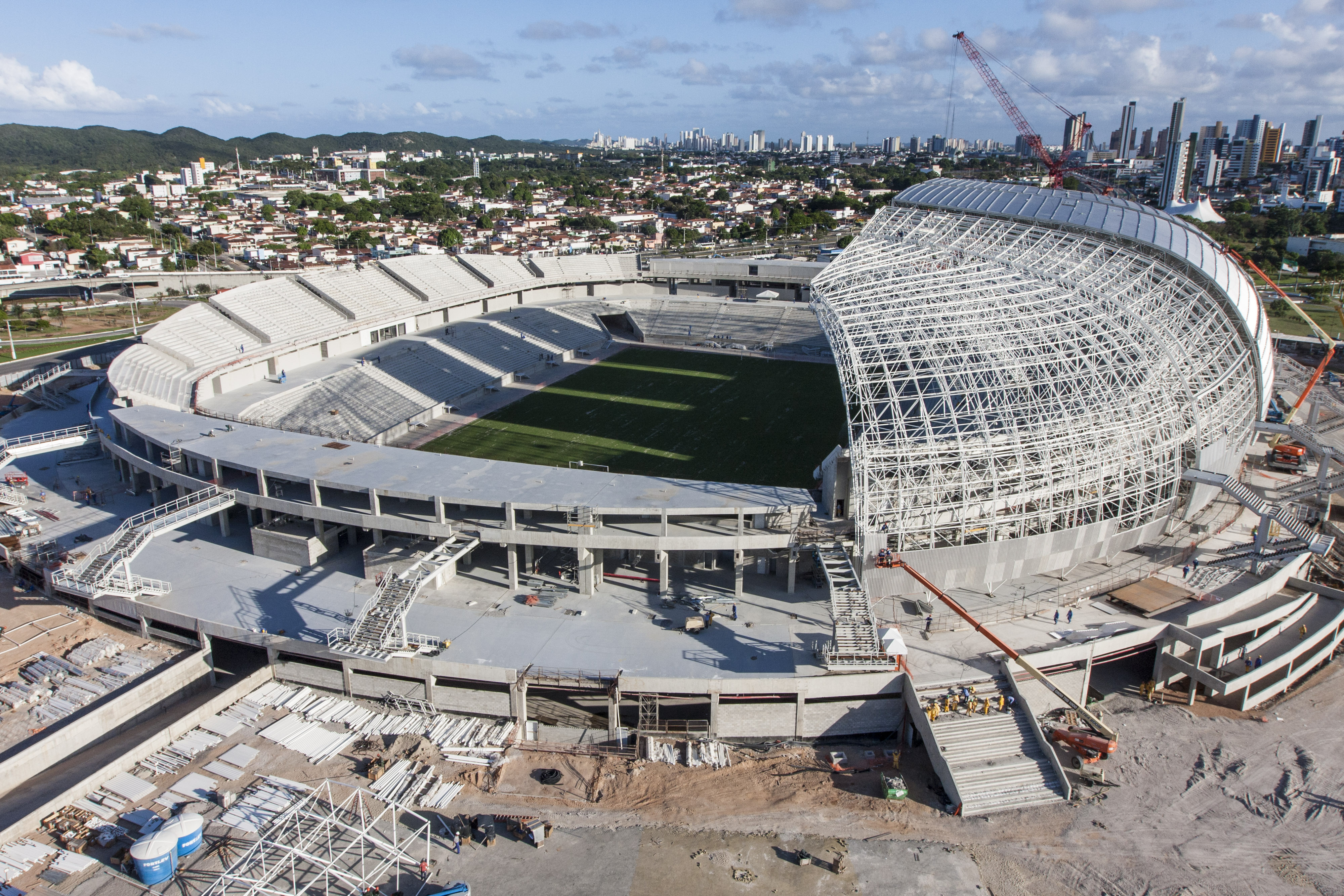
Outubro de 2013.
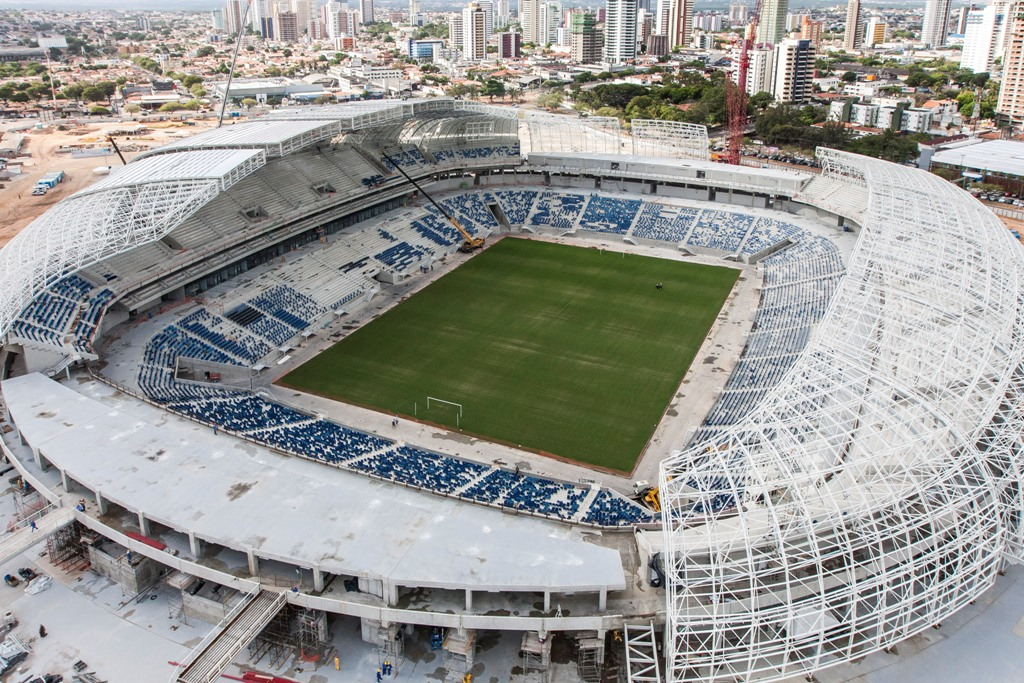
Novembro de 2013
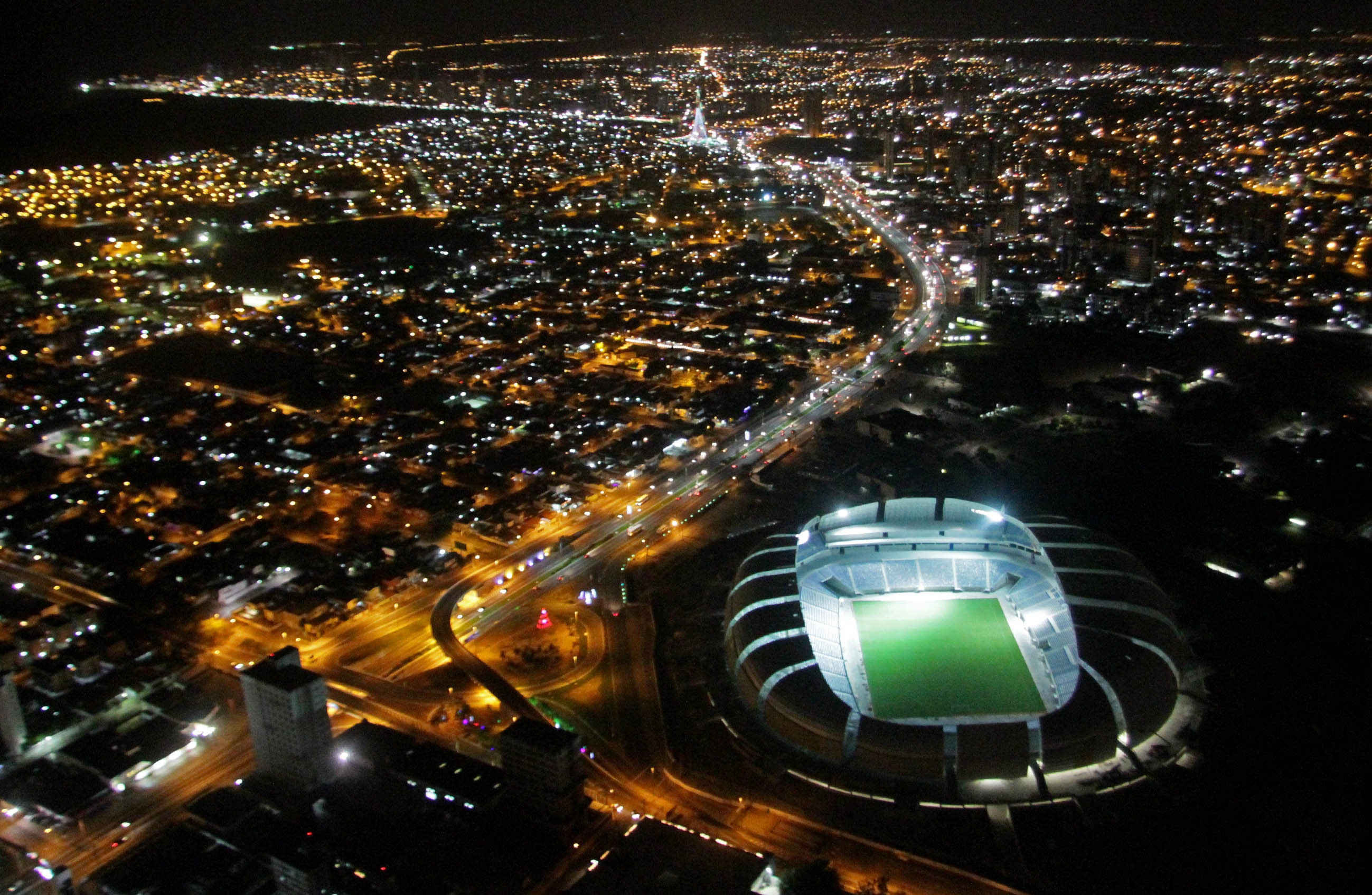
Dezembro de 2013

## Prêmios e Indicações

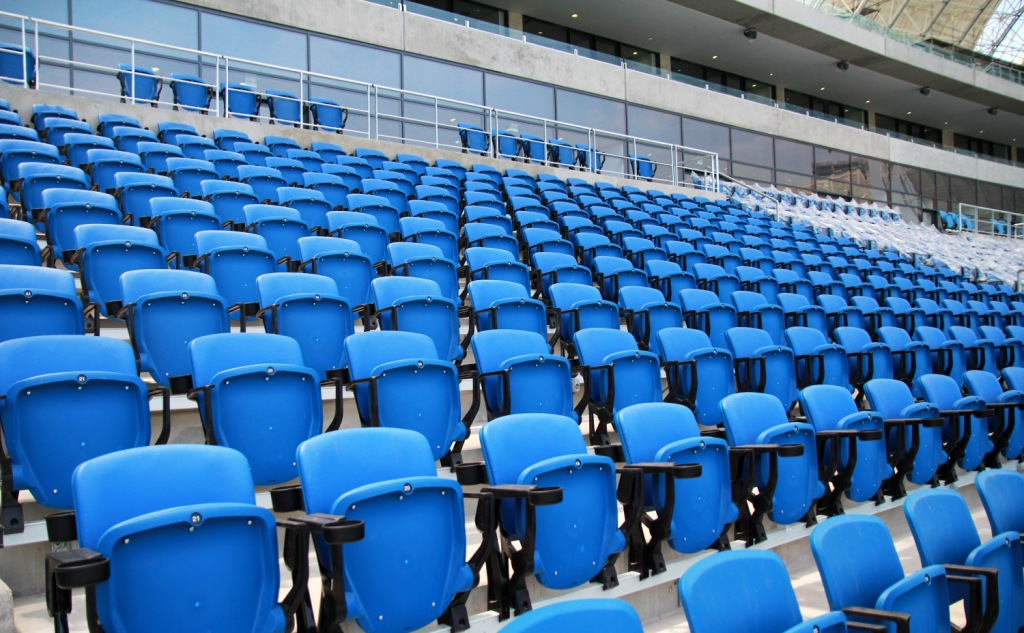
A cor azul dos assentos do Arena das Dunas é inspirada no litoral do Rio Grande do Norte. Acima, setor de camarotes.

O estádio venceu o 6º Prêmio de Arquitetura Corporativa na categoria Obra Pública e o prêmio Master (geral). É tido como o mais importante da categoria na América. É também, segundo a revista Veja, o estádio mais "verde" e "sustentável" entre os projetados para a Copa.
Em maio de 2015, o estádio foi anunciado como indicado ao prêmio "The Stadium Business" na categoria “sustentável”.

## Copa do Mundo FIFA de 2014

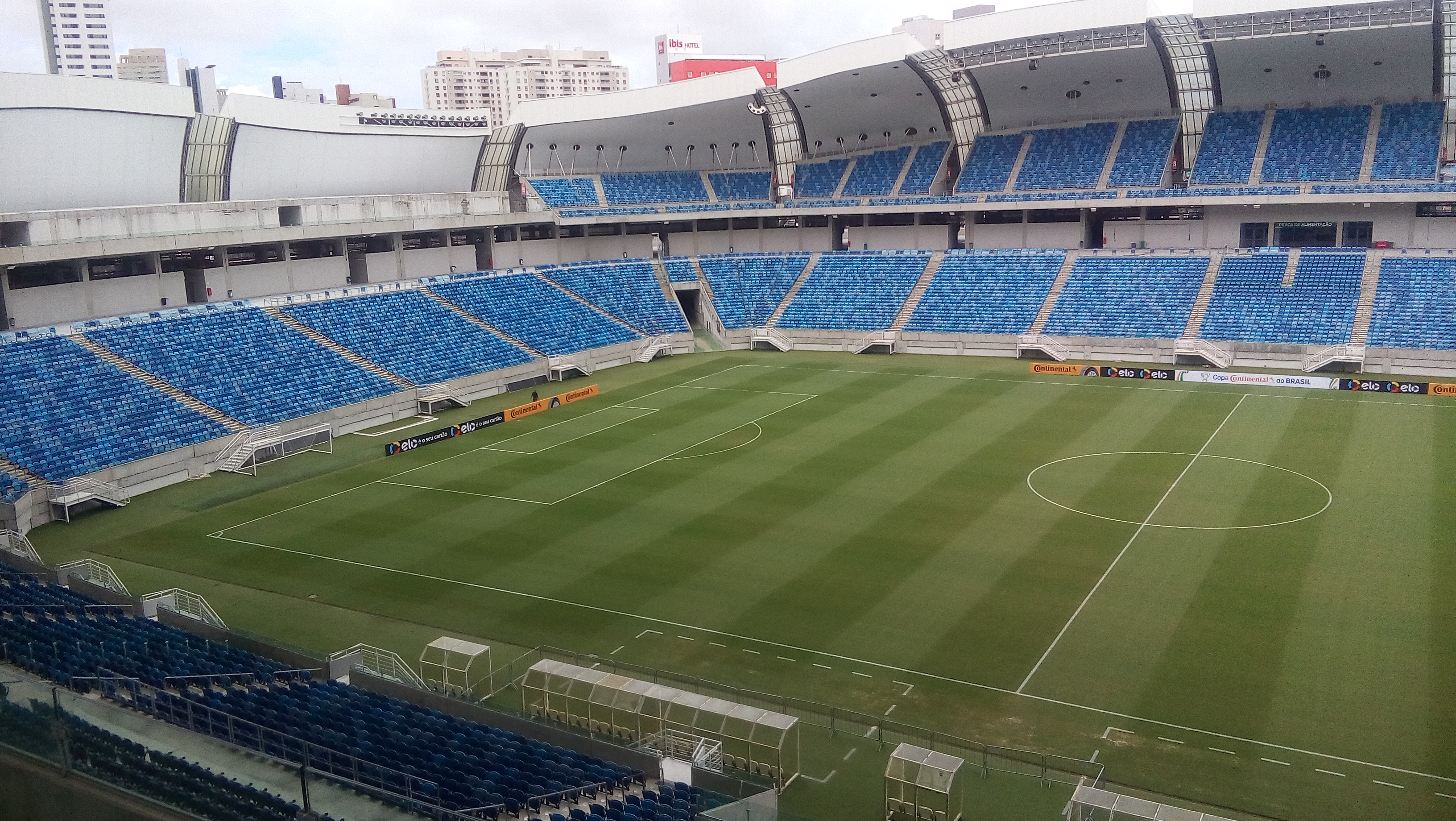
Após a Copa do Mundo, sem as estruturas de arquibancadas flexíveis

A Arena das Dunas recebeu quatro jogos da Copa do Mundo FIFA de 2014, sendo todos da fase inicial do torneio. Durante a Copa do Mundo de 2014, a Arena das Dunas sediou quatro partidas da fase de grupos, recebendo seleções como México, Camarões, Gana, Estados Unidos, Japão, Grécia, Itália e Uruguai.  O ultimo jogo em Natal sendo entre Itália e Uruguai. 
| Data        | Horário (UTC−3) | Equipe #1 | Placar | Equipe #2      | Rodada  | Público |
| ----------- | --------------- | --------- | ------ | -------------- | ------- | ------- |
| 13 de junho | 13:00           | México    | 1 – 0  | Camarões       | Grupo A | 39 216  |
| 16 de junho | 19:00           | Gana      | 1 – 2  | Estados Unidos | Grupo G | 39 760  |
| 19 de junho | 19:00           | Japão     | 0 – 0  | Grécia         | Grupo C | 39 485  |
| 24 de junho | 13:00           | Itália    | 0 – 1  | Uruguai        | Grupo D | 39 706  |

## Torneio Internacional de Natal de 2015
Em dezembro de 2015 recebeu todos os jogos do Torneio Internacional de Futebol Feminino no qual participaram as seleções femininas do Brasil, Canadá, México e Trinidad e Tobago.
| Data           | Horário (UTC−3) | Equipe #1         | Placar | Equipe #2         | Rodada         | Público |
| -------------- | --------------- | ----------------- | ------ | ----------------- | -------------- | ------- |
| 9 de dezembro  | 18:15           | Canadá            | 3 – 0  | México            | Primeira fase  | 4 318   |
| 9 de dezembro  | 20:45           | Brasil            | 11 – 0 | Trinidad e Tobago | Primeira fase  | 4 318   |
| 13 de dezembro | 16:00           | México            | 0 – 6  | Brasil            | Primeira fase  | 6 791   |
| 13 de dezembro | 18:30           | Trinidad e Tobago | 0 – 4  | Canadá            | Primeira fase  | 6 791   |
| 16 de dezembro | 18:15           | Trinidad e Tobago | 0 – 3  | México            | Primeira fase  | 6 632   |
| 16 de dezembro | 20:45           | Brasil            | 2 – 1  | Canadá            | Primeira fase  | 6 632   |
| 20 de dezembro | 16:00           | México            | 2 – 1  | Trinidad e Tobago | Terceiro lugar | 10 643  |
| 20 de dezembro | 18:30           | Brasil            | 3 – 1  | Canadá            | Final          | 10 643  |

## Maiores públicos
Esses são os cinco maiores públicos da Arena das Dunas (após a redução de capacidade em decorrência da Copa do Mundo FIFA de 2014): 
| Nº | Público | Mandante         | Placar | Visitante     | Competição               | Data                  | Rodada           | Ref    |
| -- | ------- | ---------------- | ------ | ------------- | ------------------------ | --------------------- | ---------------- | ------ |
| 1  | 30 575  | América de Natal | 0–1    | Flamengo      | Copa do Brasil 2014      | 1 de outubro de 2014  | Quartas de final | [ 39 ] |
| 2  | 30 509  | América de Natal | 2–0    | Pouso Alegre  | Brasileiro 2022 Série D  | 18 de setembro        | Final            | [ 40 ] |
| 3  | 30 087  | Brasil           | 5–0    | Bolívia       | Elim. Copa do Mundo 2018 | 6 de outubro de 2016  | 9ª rodada        | [ 41 ] |
| 4  | 28 200  | ABC              | 2–1    | Vasco da Gama | Copa do Brasil 2014      | 2 de setembro de 2014 | Oitavas de final | [ 42 ] |
| 5  | 28 010  | América de Natal | 3–1    | Caxias        | Brasileiro 2022 Série D  | 28 de agosto de 2022  | Quartas de final | [ 43 ] |

* Todos esses dados estão devidamente referenciados

## Clássico Rei
Esses são os cinco maiores públicos pagantes do Clássico Rei em jogos oficiais no Arena das Dunas.
| Nº | Público                          | Mandante         | Placar | Visitante | Competição       | Data                    | Rodada                | Ref    |
| -- | -------------------------------- | ---------------- | ------ | --------- | ---------------- | ----------------------- | --------------------- | ------ |
| 1  | 21.696 - Mandante torcida única. | América de Natal | 2–2    | ABC       | Potiguar de 2022 | 10 de abril de 2022     | Final (Jogo de Ida)   | [ 44 ] |
| 2  | 21 491                           | América de Natal | 2–1    | ABC       | Potiguar de 2019 | 24 de abril de 2019     | Final (Jogo de volta) | [ 45 ] |
| 3  | 20.001 - Mandante torcida única. | América de Natal | 0–0    | ABC       | Potiguar de 2022 | 6 de abril de 2022      | Final (Copa RN)       | [ 46 ] |
| 4  | 18.739                           | América de Natal | 1–2    | ABC       | Potiguar de 2019 | 20 de fevereiro de 2019 | Final da (1ª Fase)    | [ 47 ] |
| 5  | 15.173                           | América de Natal | 3–4    | ABC       | Potiguar de 2020 | 22 de janeiro de 2020   | 6ª da 1ª Fase         | [ 48 ] |